# Joint Forces Staff College
Das Joint Forces Staff College (JFSC) in Norfolk, Virginia wurde am 28. Juni 1946 unter dem Namen Armed Forces Staff College als eine Teilstreitkraft-übergreifende Ausbildungseinrichtung für die Aus- und Fortbildung höherer Stabsoffiziere der US-Streitkräfte eingerichtet. Es bildet Teilstreitkräfte-übergreifend und multinational („joint and combined“) Stabsoffiziere für die Planung und Durchführung von militärischen Operationen aus („operational Level“). Zuvor hatte ab 1943 das Army and Navy Staff College (ANSCOL) eine ähnliche Aufgabe übernommen und viermonatige Kurse durchführte.
Militärische Operationen werden heutzutage in modernen Streitkräften generell teilstreitkraftübergreifend („joint“) und im multinationaler Zusammenarbeit („combined“) geplant und durchgeführt. Dementsprechend haben die US-Streitkräfte bereits frühzeitig eine Ausbildungseinrichtung geschaffen, in der militärische Führungskräfte und Sicherheitsexperten aus verschiedenen Sicherheitssektoren (u. a. aus Politik, Wirtschaft, Wissenschaft) auf die Zusammenarbeit mit den Stabsoffizieren anderer Teilstreitkräfte und verbündeter Streitkräfte umfassend vorbereitet werden. Hierzu werden auch Stabsoffiziere anderer Nationen eingeladen (s. Boris Nannt).
Die Mission des JFSC besteht darin, nationale und internationale Führungskräfte und Sicherheitsexperten aus- und weiterzubilden, um gemeinsame, multinationale und Behörden-übergreifende Operationen auf operativer Ebene zu planen und durchzuführen. Dabei geht es primär darum, gemeinsame, multinationale und Behörden-übergreifende Einstellungen, Perspektiven und die Teamarbeit zu vermitteln und fördern.
Die Ausbildung am JFSC ist ein Teil der höheren US-amerikanischen Stabsoffizierausbildung. Aus diesem Grund wurde dieses College im August 1981 ein Teil der National Defense University in Washington, D.C.
Den Namen Joint Forces Staff College trägt es seit dem 30. Oktober 2000.